# ستيوارت لي
ستيوارت لي (بالإنجليزية: Stuart Lee)‏ (11 فبراير 1953 بمانشستر في المملكة المتحدة - ) هو لاعب كرة قدم بريطاني في مركز الهجوم. لعب مع بولتون واندررز وستوكبورت كونتي ومانشستر سيتي ونادي ريكسهام وبورتلاند تيمبرز ولوس أنجلوس لايزرز وتامبا باي راوديز وCarolina Lightnin' ‏ وكنساس سيتي كومتس ‏ وسَانت لويس ستيمرز ‏ وDallas Sidekicks (1984–2004) ‏.

## وصلات خارجية
- ستيوارت لي على موقع قاعدة بيانات كرة القدم.إي يو (الإنجليزية)